# Sacred
Sacred (englisch für „heilig“, „ehrwürdig“) ist ein action-orientiertes Computer-Rollenspiel (ARPG), entwickelt von Studio II Software und Ascaron und vertrieben durch Take 2 Interactive. Es ist der erste Teil der gleichnamigen Serie, die 2008 mit Sacred 2 fortgesetzt wurde.

## Handlung
Shaddar, ein mächtiger Nekromant und Beschwörer, hatte schon immer nach Macht über Leben und Tod getrachtet und wurde deswegen von der Magiergemeinschaft verdammt, sodass er in die Wildnis fliehen musste, wo er seinen Turm errichtete. Nach Jahren des Studiums beschloss er, einen Sakkara-Dämon herbeizubeschwören, aber einer seiner Diener patzte bei den Vorbereitungen; der Bannkreis war nicht geschlossen, der Dämon brach aus und wandte sich gegen seinen Beschwörer. Im Nu öffnete sich die Unterwelt, Schwärme von Untoten und Sakkara-Anhängern überzogen Ancaria, und das Königreich schien dem sicheren Untergang geweiht, denn sein Herrscher ist schwerkrank und seine Kräfte militärisch gebunden durch die ständigen Kriege gegen die Orks im Süden. Nur der Held kann durch Geschick im Umgang mit der Klinge, Magie und anderen speziellen Fertigkeiten das Königreich retten.
Im Add-on Sacred: Underworld baut die Kampagnenerweiterung auf der alten Kampagne auf:
Baroness Vilya, eine Hauptfigur aus dem ersten Teil der Kampagne, lässt von dem Magier Alcalata, ehemals Hofzauberer König Aarnums und seines Sohnes Valor (und nebenbei Mentor des Kampfzauberers), ein Portal zur Unterwelt öffnen, um ihren geliebten Prinzen Valor zurückzuholen, der im ersten Teil der Kampagne getötet wurde. Prompt wird sie von einem Dämon entführt, und es liegt am Spieler, sie zu retten.

## Spielprinzip

### Charakterklassen
Im Sacred-Grundspiel stehen sechs verschiedene Charakterklassen zur Verfügung, mit denen die fiktive Welt Ancaria erkundet werden kann:
- der Gladiator, ein zäher Nahkämpfer, der den Umgang mit nahezu allen Waffen beherrscht und im Kampf schwächende Auren einsetzt,
- die Vampirin, die zwischen Ritter- und Vampirform wechseln kann, wobei ihr die Vampirform zusätzliche Fertigkeiten verleiht, wie etwa das Herbeirufen von Dienern,
- die Waldelfin, eine Fernkämpferin, die zur Unterstützung druidische Naturmagie wirkt,
- der Kampfmagier, der zwar im Nahkampf bestehen kann, vorwiegend aber die Elementarmagie nutzt,
- die Seraphim (eigentlich die hebräische Mehrzahl von Seraph), eine geschickte Kriegerin, die zur Unterstützung himmlische Magie wirkt,
- der Dunkelelf, ein agiler Nahkämpfer, der im Kampf Gift, Fallen und spezielle Klingenwaffen einsetzt.

Mit dem Add-on Sacred: Underworld kamen zwei weitere Klassen hinzu:
- die Dämonin, die sich in vier verschiedene Dämonenformen verwandeln kann und Höllenmagie zur Unterstützung nutzt,
- der Zwerg, der entweder als Nahkämpfer (vornehmlich mit Äxten) oder als Fernkämpfer gespielt werden kann. Für den Fernkampf stehen ihm spezielle Schusswaffen und auf dem Rücken getragene Kanonen zur Verfügung.

### Die Spielfigur und ihre Ausrüstung
Jeder der Charaktere hat eine eigene kleine Hintergrundgeschichte und beginnt das Spiel an einem eigenen Ort in oder um das Städtchen Schönblick. Nur der Dunkelelf und die Waldelfin beginnen das Abenteuer zusammen. Stirbt ein Charakter, wird er mit Geldabzügen automatisch wiederbelebt und taucht mitsamt Ausrüstung an einer bereits erreichten Startposition, also zumeist weit außerhalb des Kampfgeschehens, wieder auf. Das Spiel bietet allerdings auch die Möglichkeit, beliebig oft abzuspeichern und verschiedene Spielstände anzulegen.
Durch das Töten von Monstern und das Erfüllen der Hauptquests oder einer der zahlreichen Nebenquests erhält der Charakter Erfahrungspunkte. Hat er genug Erfahrung gesammelt, steigt er eine Stufe auf und kann seine Attribute und Fertigkeiten (z. B. Zähigkeit, Reiten, Kampf mit zwei Waffen, Stabwaffen, dunkelelfische Klingenwaffen) verbessern. Als Zahlungsmittel werden oft Runen verwendet, die normalerweise dazu gebraucht werden, die Kampfkünste, Zauberfähigkeiten und/oder Fallenfähigkeiten eines Charakters zu erlernen bzw. zu verbessern. Für jeden Charakter gibt es eigene Runen, die er wie auch andere Gegenstände finden kann. Runen fremder Klassen können bei Zauberern im Verhältnis 2:1 (zufällige andere Rune), 3:1 (zufällige Rune der eigenen Klasse) oder 4:1 (selbst gewählte Rune der eigenen Klasse) eingetauscht werden.
Magische Gegenstände wie Waffen, Rüstungsteile, Sättel, Ringe oder Amulette können gefunden, durch Quests erworben oder auch bei Händlern gekauft werden. Die Eigenschaften von normalen, magischen oder raren Gegenständen werden per Zufall generiert. Es gibt außerdem sogenannte Uniques (einzigartige Gegenstände) und Setgegenstände, die zusätzliche Eigenschaften erhalten, je mehr Teile eines solchen Sets ein Charakter gleichzeitig anlegt. Ein Set besteht aus vier bis neun Setgegenständen, für die Dämonin aus bis zu zehn Teilen.
Eine der Stärken von Sacred ist ein flexibles System zur eigenen Herstellung „maßgeschneiderter“ magischer Waffen, Schilde, Stiefel, Handschuhe und Rüstungen: Viele Gegenstände weisen zusätzlich zu ihren bestehenden Eigenschaften bis zu vier freie Sockel (sogenannte Slots) auf, in die man weitere Boni einbauen kann, indem man bei einem Schmied gegen ein Entgelt magische Ringe, Amulette oder Kampfkunstrunen (aller Klassen) einsetzen lässt, durch die z. B. der Waffenschaden oder der Rüstungsbonus, die Bewegungs- und Angriffsgeschwindigkeit eines Charakters, seine Attribute, Rettungswürfe gegen Gift und elementare Angriffe und sogar seine Beherrschung bestimmter Kampfkünste gesteigert werden können. Diese Slots können im Laufe des Spieles beliebig oft geleert und wieder neu besetzt werden, so z. B. wenn der Charakter aufsteigt und ihm nach und nach mächtigere Ringe und Amulette zur Verfügung stehen. Auf diese Weise können Waffen und Rüstung immer wieder an die Herausforderungen der verschiedenen Gegenden der Spielwelt angepasst werden, so sind z. B. Monsterspinnen in den Landen der Dunkelelfen gegen Giftschaden recht resistent, greifen aber selber mit Gift an; andere Monster verursachen ihren primären Schaden durch Feuer, physische oder magische Angriffe, gegen die es jeweils getrennte Resistenzen gibt.
Vorsicht ist allerdings geboten, wenn man Ausrüstungsstücke, die mehr als einen Sockel aufweisen, beim Schmied mit neuen Ringen oder Amuletten ausstatten will: Im Normalfall lässt sich nur ein einziger Slotgegenstand zurückgewinnen und wiederverwenden, die anderen verschwinden beim Umbau. Möchte man also einzigartige Amulette oder Ringe, die der Charakter aus Platzgründen nicht mehr direkt am Körper tragen kann, in eine gesockelte Waffe oder Rüstung einbauen lassen, sollte man sichergehen, dass pro gesockeltem Gegenstand nur ein einziges solches unersetzliches Schmuckstück verwendet wird.
Dadurch, dass Setgegenstände recht selten sind, hat sich im Onlinespiel ein regelrechter Handel gebildet. Es gibt, von Ascaron eingebaut, einige sogenannte „Easter Eggs“, also spezielle Gegenstände wie z. B. eine Sonnenbrille im Matrix-Stil, Beinschienen mit dem Namen „Schwalbenkönig“ und vieles mehr.

### Spielwelt und Aufträge
Die detailreiche Spielwelt ist bis auf wenige Gegenden, die erst per Quest freigegeben werden müssen, frei erkundbar. Auch Häuser sind frei begehbar, und die Grabsteine der Friedhöfe weisen allerlei humorvolle Inschriften auf. Es lohnt sich, über die Haupt- und Nebenquests der Spielhandlung hinaus auch abgelegenste Winkel der Spielwelt zu erforschen, denn es gibt eine ganze Reihe versteckter Höhlen voller Monster und Nicht-Spieler-Charaktere, die um Hilfe bitten, wenn man sie zufällig trifft, und sogar einen unterirdischen Geheimgang, der unter einem Gebirge hindurch die Gegend des ersten Kapitels mit den Landen des dritten Kapitels verbindet. Aus diesem Grund ist der Wiederspiel-Wert hoch, denn auch beim erneuten Durchwandern der Spielwelt in einem höheren Schwierigkeitsgrad oder mit einem neuen Charakter findet man immer wieder versteckte Winkel oder kleine Nebenquests, die man beim ersten Durchgang übersehen hat.
Eine Besonderheit des Spiels besteht in der Möglichkeit, die Spielwelt auch auf dem Rücken eines Pferdes zu erkunden. Zur Verfügung stehen, je nach Reitfähigkeit des Charakters, leichte Reitpferde oder schwere Kriegsrösser. Allerdings sind nicht alle Kampfkünste bzw. Zaubersprüche vom Pferderücken aus einsetzbar, und insbesondere der Dunkelelf ist irgendwann im Dauerlauf schneller unterwegs als die Pferde der untersten Qualitätsklasse im Galopp. Pferde bieten keinen weiteren Stauraum für Ausrüstung, sind aber enorm ausdauernd und können Gegner niedertrampeln, sie lassen sich mit einem Sattel ausrüsten und verbessern einige Charakterwerte, während man auf ihnen reitet. Schätze, die Gegner im Kampf fallenlassen oder die sich an den zahlreichen im Spiel befindlichen Geheimverstecken, z. B. an Baumstümpfen befinden, können erst durch Absteigen eingesammelt werden. Ebenso das Betreten von Häusern und Höhlen. Gespräche und Kaufaktionen können auch nicht zu Ross erledigt werden.
Zusätzlich zu Monstern und Nichtspielercharakteren (NPC) ist die Welt bevölkert von Tieren - von allerlei Nutztieren wie Pferden, Kühen und Hunden und harmlosen Wildtieren wie Rehen und Hasen, aber auch gefährlicheren Tieren wie Bären, Wölfen und Giftspinnen, die durch Annäherung zum Angriff gereizt werden - und weist von Süden nach Norden verschiedene Klimazonen und Vegetation auf. (Die Erweiterung der Spielwelt-Karte nach Norden im Add-on durchbricht diese Klimazonen-Aufteilung.) Monster werden ständig neu generiert, so ist eine bereits „gesäuberte“ Höhle in der Regel bei Wiederbetreten wieder sofort bevölkert. Manche Monster bekämpfen sich auch gegenseitig oder greifen harmlose Tiere an. Außerdem können zunächst friedliche Personen im weiteren Verlauf kriegerisch sein. Es müssen jedoch nicht alle Monster getötet werden, mit Ausnahme von Quest-Gegnern.
Verteilt in der Spielwelt liegen eine Handvoll Teleporter-Tore, die vor allem die Städte und die meisten Ansiedlungen miteinander verbinden.
Spielerfreundlich ist auch die Tatsache, dass aktive und abgeschlossene Aufträge auf der Übersichtskarte der Welt gut sichtbar markiert sind und das Quest-Logbuch im Tagebuch des Helden zu den einzelnen Abschnitten jeder aktiven Quests ein Bild der Gegend zeigt, wo der gerade gesuchte NPC oder Höhleneingang zu finden ist, so dass man als Spieler keine Mühe hat, bei längeren Quests das Ziel bzw. zurück zum Auftraggeber zu finden, auch wenn dieser den Standort gewechselt hat. Einige Quests können auch von verschiedenen Orten aus aktiviert werden, je nachdem auf welchen NPC man zuerst trifft. Negativ zu vermerken sind die trotz verschiedener Patches bei Nebenquests immer noch zuweilen auftretenden Quest-Bugs, die bei jedem Spieler an unterschiedlichen Stellen zuschlagen können (zumindest im originalen ersten Sacred-Spiel).

## Synchronisation
Für die Stimmen der Charaktere wurden einige bekannte deutsche Synchronsprecher verpflichtet: So wird der Gladiator von dem Bruce-Willis-Synchronsprecher Manfred Lehmann gesprochen (eine Anspielung ist auch ein Kampfruf des Gladiators: „Yippiyayee Schweinebacke!“). Franziska Pigulla, u. a. die Synchronsprecherin von „Dana Scully“ in der Serie Akte X, lieh ihre Stimme der Vampirin. Martin Keßler, der Synchronsprecher von Nicolas Cage und Vin Diesel, spricht den Dunkelelfen. Dem Zwerg lieh Wolfgang Hess, Synchronsprecher u. a. von John Rhys-Davies, Bud Spencer und Charles Bronson, seine Stimme. Die Dämonin spricht Liane Rudolph, die deutsche Stimme u. a. von Nana Visitor, Madeleine Stowe und Lea Thompson.
| Charakter        | Sprecher          |  | NPCs                                | Sprecher            |
| ---------------- | ----------------- |  | ----------------------------------- | ------------------- |
| Gladiator        | Manfred Lehmann   |  | Shaddar & Sergeant Treville         | Wolff von Lindenau  |
| Seraphim         | Gisa Bergmann     |  | Baroness Vilya                      | Isabella Bartdorff  |
| Dunkelelf        | Martin Keßler     |  | Prinz Valor                         | Martin Schäfer      |
| Waldelfin        | Sonngard Dressler |  | Alcalata der Weise                  | Michael Deckner     |
| Kampfmagier      | Dieter Gring      |  | Baron DeMordrey & Kommandant Romata | Helge Heynold       |
| Vampirin         | Franziska Pigulla |  | Wilbur                              | Michael Lucke       |
| Zwerg (Add-On)   | Wolfgang Hess     |  | Lara Aisha                          | Sabine Mièl Fischer |
| Dämonin (Add-On) | Liana Rudolph     |  | Anducar (Add-On)                    | Aart Veder          |

## Rezeption

### Auszeichnungen

Goldenes Verkaufszahlenlogo

Platin-Verkaufszahlenlogo

- Sacred wurde (inklusive des Add-ons Sacred: Underworld und des Pakets Sacred Gold) allein in Deutschland über 350.000 Mal verkauft (Stand: 02/2006) und erhielt dafür den Platin-Award des Verbandes der Unterhaltungssoftware Deutschland e. V. (VUD). Es war damit das erfolgreichste deutsche Spiel des Jahres 2004.
- Weltweit wurden über zwei Millionen Exemplare verkauft (Stand: 03/2007), das macht Sacred zu einem der bisher erfolgreichsten deutschen Computerspiele.
- Sacred wurde von der US-amerikanischen PC-Spielezeitschrift PC Gamer zum „Rollenspiel des Jahres 2004“ in den USA gewählt.
- Sacred und Sacred Underworld bekamen 2005 in drei Kategorien den Deutschen Entwicklerpreis.
- Sacred wurde 2017 in die Sonderausstellung Gameskultur in Deutschland – 20 Meilensteine des Computerspielemuseums aufgenommen. Sacred ist Meilenstein Nummer 15.[4]

## Sacred Underworld (Add-on)
Sacred: Underworld ist ein offizielles Add-on zu Sacred. Es ist am 24. März 2005 erschienen. Zu den wesentlichen Features gehören zwei neue Charaktere (Zwerg und Dämonin), eine um ca. 40 % vergrößerte Spielwelt, neue Gegnertypen und Gegenstände sowie eine Fortsetzung der Kampagne aus der Grundversion. Für diese Fortsetzung muss man aber über einen Helden verfügen, der mindestens Level 25 erreicht hat. Den Charakter kann man entweder aus der Grundversion importieren oder auf den mitgelieferten Zwerg oder die Dämonin zurückgreifen, welche bereits auf Level 29 sind.
Aus dem Add-on heraus kann mit den neuen Charakteren auf Wunsch auch die normale Sacred-Kampagne gespielt werden, bevor man in die Handlung des Add-ons einsteigt.

### Bewertungen in Spielezeitschriften
- PC PowerPlay
  - 04/05 81 % (Singleplayer)
  - 05/05 77 % (Multiplayer)
- GameStar
  - 05/05 86 % (+ 2 GameStar Awards)
- PC Games
  - 05/05 83 % (85 % im Nachtest)
- PC Action
  - 05/05 83 %

## Versionen

### Sacred Plus (Neue Auflage)
Seit dem 26. Oktober 2004 bieten die Sacred-Entwickler eine aktualisierte Version von Sacred zum Verkauf an. In der „Neuen Auflage“ (im deutschsprachigen Raum „Sacred – Neue Auflage“, sonst „Sacred Plus“ genannt) sind laut Hersteller alle Kundenrückmeldungen berücksichtigt worden; außerdem wurden die Gebiete der Spielwelt erweitert und zuweilen auch mit neuen Gegnertypen bestückt. Für Käufer der Originalversion wird die Erweiterung auf der offiziellen Sacred-Website gratis zum Herunterladen angeboten.

#### Bewertungen in Spielezeitschriften
- PC Action
  - 04/04 86 % (+ PC Action Award)
- GameStar
  - 03/04 87 % (+ Award)

### Sacred Gold
Sacred Gold beinhaltet das Hauptspiel, das Add-on Sacred: Underworld, und eine Weltkarte sowie alle Soundtracks zum Spiel auf der CD:
| Nr. | Titel                     | Länge | Interpret      |     | Nr.                                           | Titel               | Länge               | Interpret      |
| --- | ------------------------- | ----- | -------------- | --- | --------------------------------------------- | ------------------- | ------------------- | -------------- |
| 1.  | Ancaria's Soul            | 1:21  | Dag Winderlich |     | 29.                                           | Forest of Toadstool | 5:30                | Dag Winderlich |
| 2.  | Depths of a Dungeon       | 1:08  | Dag Winderlich | 30. | Maintown                                      | 3:10                | Dag Winderlich      |                |
| 3.  | The Orks                  | 1:27  | Dag Winderlich | 31. | Dryaden                                       | 3:43                | Dag Winderlich      |                |
| 4.  | Crossing the Border       | 4:14  | Dag Winderlich | 32. | Heaven in Hell                                | 5:34                | Dag Winderlich      |                |
| 5.  | Don't Be Afraid           | 1:17  | Dag Winderlich | 33. | The Hell                                      | 7:12                | Dag Winderlich      |                |
| 6.  | Hunter and Hunted         | 1:53  | Dag Winderlich | 34. | In the Jungle                                 | 5:21                | Dag Winderlich      |                |
| 7.  | Dark Forests of Tyr-Fasul | 3:01  | Dag Winderlich | 35. | NukNuks Land                                  | 5:01                | Matthias Steinwachs |                |
| 8.  | Dragon's Flight           | 3:06  | Dag Winderlich | 36. | NukNuk Dungeon                                | 6:13                | Matthias Steinwachs |                |
| 9.  | Daemons of Ancaria        | 3:26  | Dag Winderlich | 37. | Fight of the NukNuks                          | 1:12                | Matthias Steinwachs |                |
| 10. | Arachnophobia             | 2:34  | Dag Winderlich | 38. | Dead Pirates Land                             | 6:42                | Matthias Steinwachs |                |
| 11. | Recovering After a Battle | 1:45  | Dag Winderlich | 39. | Pirates Dungeon                               | 5:58                | Matthias Steinwachs |                |
| 12. | Welcome Home              | 3:10  | Dag Winderlich | 40. | Fight of the White Bones (Pirates Fight)      | 1:11                | Matthias Steinwachs |                |
| 13. | Voice of the Blade        | 1:32  | Dag Winderlich | 41. | Piratenpub                                    | 2:17                | Matthias Steinwachs |                |
| 14. | Night of the Skeletons    | 2:55  | Dag Winderlich | 42. | Friendly Eye Patches (Pirates Still Friendly) | 3:43                | Matthias Steinwachs |                |
| 15. | DeMordrey's Crusade       | 1:53  | Dag Winderlich |     |                                               |                     |                     |                |
| 16. | Volcano                   | 3:05  | Dag Winderlich |     |                                               |                     |                     |                |
| 17. | The End                   | 1:51  | Dag Winderlich |     |                                               |                     |                     |                |
| 18. | Mascarell                 | 6:32  | Dag Winderlich |     |                                               |                     |                     |                |
| 19. | Arena                     | 1:01  | Dag Winderlich |     |                                               |                     |                     |                |
| 20. | Dungeon I                 | 2:47  | Dag Winderlich |     |                                               |                     |                     |                |
| 21. | Dungeon II.               | 2:30  | Dag Winderlich |     |                                               |                     |                     |                |
| 22. | Dungeon III               | 3:11  | Dag Winderlich |     |                                               |                     |                     |                |
| 23. | Giantspider Fight         | 0:58  | Dag Winderlich |     |                                               |                     |                     |                |
| 24. | Ice                       | 4:02  | Dag Winderlich |     |                                               |                     |                     |                |
| 25. | Pub                       | 2:43  | Dag Winderlich |     |                                               |                     |                     |                |
| 26. | Wood I                    | 8:07  | Dag Winderlich |     |                                               |                     |                     |                |
| 27. | Wood II                   | 4:03  | Dag Winderlich |     |                                               |                     |                     |                |
| 28. | Wronglevel                | 1:42  | Dag Winderlich |     |                                               |                     |                     |                |

### Sacred Gold für Linux
Am 7. Mai 2008 wurde von „Linux Game Publishing“ bekannt gegeben, dass sie Sacred Gold für Linux portieren wollen. Seit dem 9. April 2009 kann das Spiel dort bestellt werden, allerdings nur in englischer Sprache.

## Nachfolger

### Sacred 2: Fallen Angel
Der Nachfolger Sacred 2: Fallen Angel erschien am 2. Oktober 2008 für Windows und in einer angepassten Version am 29. Mai 2009 für Xbox 360 und PlayStation 3. Dafür wurde u. a. eine neue 3D-Engine entwickelt sowie Unterstützung für die Physikengine PhysX von Nvidia eingebaut, um die Spielwelt glaubhafter zu gestalten. Die Hintergrundgeschichte stammt diesmal vom US-amerikanischen Spieldesigner Bob Bates, daneben ging Ascaron eine Kooperation mit der deutschen Power-Metal-Band Blind Guardian ein.
Die Spielfigur gerät in einen Konflikt zwischen den Eliten des in der Spielwelt Ancaria vorherrschenden Elfenreichs, dem Adel und dem Klerus. Der Klerus versucht deshalb, die große Maschine, Quelle der magischen T-Energie, unter seine Kontrolle zu bekommen, um den Adel in diesem Machtpoker auszustechen. Auf dem Weg des Lichts versucht man dies zu verhindern, um dem Krieg ein Ende zu setzen. Auf dem Weg des Schattens hingegen hilft man dem Klerus. Die Spielweltgröße entspricht nach Herstellerangaben ungefähr der des Vorgängers (Sacred inklusive Sacred: Underworld). Neu im Spiel ist die Möglichkeit, die Spezialangriffe der Charaktere zu verbessern.
Es war der letzte von Ascaron entwickelte Teil der Serie, 2009 ging das Unternehmen in Insolvenz und die Rechte an der Marke wurden von Deep Silver übernommen.

### Sacred Citadel
Sacred Citadel ist ein Beat ’em up und Sidescroller, der von Southend Interactive im Auftrag von Deep Silver entwickelt wurde. Es handelt sich um eine Vorgeschichte zu Sacred 3. Das Spiel erschien am 17. April 2013 als Downloadtitel für Windows, Xbox 360 und PlayStation 3.

### Sacred 3
Sacred 3 wurde erstmals 2010 angekündigt, nachdem Deep Silver die Serienrechte von Ascaron übernommen hatte. Das Spiel wurde von Keen Games entwickelt und am 1. August 2014 veröffentlicht. Das Spiel wich deutlich vom Spielprinzip der Vorgänger ab, indem es unter anderem von einer offenen Spielwelt auf lineare Level umgestellt und Spielprinzipien wie das Looting aufgegeben wurden.

### Sacred Legends
Sacred Legends ist ein sogenanntes Battle-RPG, welches von Chimera Entertainment im Auftrag von Deep Silver entwickelt und 2016 veröffentlicht wurde. Es ist das erste Sacred-Spiel, welches (ausschließlich) für Smartphones und Tablets entwickelt worden ist. Das für Android und iOS veröffentlichte Spiel setzt den Weg der Vereinfachung der Spielemechanik und Reduktion der Storyelemente fort.

## Begleitprodukte

### Romane
- Sacred: Die Chronik von Ancaria I – Engelsblut, Band 1 von Steve Whitton, Panini Verlag, Oktober 2004, ISBN 3-8332-1149-0
- Sacred: Die Chronik von Ancaria II – Sternental, Band 2 von Steve Whitton, Panini Verlag, Juli 2006, ISBN 3-8332-1276-4
- Sacred: Die Chronik von Ancaria III – Das Elfentor, Band 3 von Michael J. Parrish, Panini Verlag, August 2006, ISBN 3-8332-1391-4
- Sacred 2: Der Schattenkrieger – die offizielle Vorgeschichte zum Game von A. D. Portland, Panini Verlag, Dezember 2007, ISBN 3-8332-1572-0
- Sacred 2: Fallen Angel – Der offizielle Roman zum Videogame von A. D. Portland, Panini Verlag, August 2008, ISBN 3-8332-1739-1

### Hörspiele
Zu Sacred 2 erschien eine Reihe von Hörspielen.
- Sacred 2: Fallen Angel – Der Schattenkrieger. Folge 1: Die Auferstehung
- Sacred 2: Fallen Angel – Der Schattenkrieger. Folge 2: Das trügerische Paradies
- Sacred 2: Fallen Angel – Der Schattenkrieger. Folge 3: Im Bann der Bestie
- Sacred 2: Fallen Angel – Der Schattenkrieger. Folge 4: Das verbotene Wissen
- Sacred 2: Fallen Angel – Der Schattenkrieger. Folge 5: Die Erlösung